# Андреева, Ольга Алексеевна
О́льга Алексе́евна Андре́ева (род. 23 апреля 1937, Харьков — 8 июля 2014, Борки (Змиёвский район)) — советская шахматистка; международный мастер (1967) среди женщин.

## Биография
Родилась в Харькове в 1937 г. Инженер по профессии.
Четырёхкратная чемпионка Украины (1961, 1965, 1966, 1972). Пять раз играла в финальных турнирах чемпионата СССР (1962, 1964, 1967, 1969, 1972) .
Лучшие результаты в чемпионатах СССР: 1967 — 5-10-е место (74 участницы; швейцарская система); 1972 — 5-8-е место .
Лучшие результаты в международных турнирах: Киев (1967) — 3-4-е; Тбилиси — Гори (1970) — 5-7-е; Тбилиси (1973) — 7-9-е места . В 1967 г. после успешного выступления на международном турнире в Киеве первой среди шахматисток Украины получила звание «международный мастер» .
Бронзовый призёр Спартакиады народов СССР 1967 г. в составе сборной Украинской ССР . В командном первенстве СССР 1968 г. выиграла партию у чемпионки мира Н. Гаприндашвили .

## Изменения рейтинга
| Графики недоступны из-за технических проблем. См. информацию на Фабрикаторе и на mediawiki.org. |